# 루마니아 총대주교 테옥티스트
루마니아의 총대주교이자 왈라키아의 수도대주교 테옥티스트(루마니아어: Teoctist, 1915년 2월 7일 ~ 2007년 7월 30일)는 1986년부터 2007년까지 재임했던 루마니아 정교회 총대주교이다. 본명은 토아데르 아러파슈(Toader Arăpașu)이다.
1915년 루마니아 북동부 지방에서 빈농의 아들로 태어나 20세 때 사제로 서품받은 뒤 1986년 루마니아 정교회의 총대주교 자리에 오른 테옥티스트는 1989년 민주화 운동 당시 독재자 니콜라에 차우셰스쿠와 가깝다는 반(反) 공산주의 시위대의 비난이 제기되면서 수주일 간 총대주교 직위를 떠나기도 했다.
테옥티스트는 당시 공산주의 시절 비밀경찰에 협력했던 성직자들에 대한 조사에 강하게 반대했으며, 그로 인해 공산주의 붕괴 이후에도 루마니아 정교회는 과거 청산의 여파를 거의 받지 않았다.
그는 가톨릭교회와의 일부 관계 정립에 실패했다는 지적에도 불구하고 1999년 교황 요한 바오로 2세를 루마니아로 초청, 가톨릭교회와 정교회 간의 오랜 반목과 갈등을 해소하고 화합을 유도했다는 평가를 받았다. 1054년 기독교가 가톨릭교회와 정교회 두 교파로 분열된 이래 가톨릭교회의 우두머리인 교황이 동방 정교회 국가를 방문한 것은 당시가 처음이었다.
2007년 7월 30일 테옥티스트는 부쿠레슈티의 푼데니 병원에서 전립선 수술을 받은 뒤 수면 부족으로 기력을 잃은 상태에서 심장마비가 직접적인 원인이 돼 향년 92살에 안식하였다.
트라이안 바세스쿠 루마니아 대통령은 테옥티스트 총대주교의 부고를 접하고 그가 기독교 역사에서 희망의 순간이었던 교황과의 역사적인 만남으로 영원히 기억될 것이라고 말했다. 교황 베네딕토 16세는 테옥티스트 총대주교가 "자신의 교회를 아끼고 가톨릭교회와 정교회의 관계에 긍정적으로 헌신한 고결한 목자"라며 찬사를 보냈다. 또한, 교황청 그리스도인 일치촉진평의회 의장인 발터 카스퍼 추기경을 테옥티스트 총대주교의 장례식에 보내 조의를 기렸다.

## 같이 보기
- 루마니아 정교회